# Abu Sidhum
Abu Sidhum – miejscowość w Egipcie, w muhafazie Al-Minja, w dystrykcie Samalut. W 2006 roku liczyła 9134 mieszkańców.